# Calamares
Calamaresは自由でオープンソースな独立系で "distribution-agnostic（=ディストリビューションを問わない）" なLinuxディストリビューション用システムインストーラーである。

## 概要
CalamaresはNixOS、CachyOS、Garuda Linux、Huayra_GNU/Linux、Manjaro、Netrunner、KaOS、KDE neon、Kubuntu、Lubuntu、Sabayon Linux、Chakra、EndeavourOS、Peppermint OS、Artix Linux、OpenMandriva Lx、Q4OS、Debian Liveや、あまり知られていないいくつかのLinuxディストリビューションで利用されている。さらにコマンドラインディストリビューションのインストール自動化や、カスタムディストリビューションのためにも利用される。
Calamaresの開発はManjaroコミュニティメンバーであるTeo Mrnjavacが「Blue Systemsの協力を受け」2014年に開始し、その後KaOSが引き取った。
Calamaresは現在The Calamares teamにより保守されている。The Calamares teamはそのほとんどがKDE開発者であり、どのLinuxディストリビューションとも排他的関係を持たない。CalamaresはKDE、KaOS、Manjaroのどのプロジェクトでもない。

## 設定
Calamaresはコードモジュールとビルトインツールを組み合わせて利用することで、様々な設定が行える。ディストリビューション開発者はCalamaresに固有のブランディングと設定を追加することができるが、ディストリビューション制作者の中にはルックフィールやオプションをデフォルトのままにしておくことを選択する者もいる。